# Tipula oosterbroeki
Tipula oosterbroeki là một loài ruồi trong họ Ruồi hạc (Tipulidae). Chúng phân bố ở Thổ Nhĩ Kỳ.